# Joey Pelupessy
Joey Pelupessy (Almelo, 15 maggio 1993) è un calciatore olandese naturalizzato indonesiano, centrocampista del Lommel.

## Carriera

### Club
Nella stagione 2012-2013 ha giocato 3 partite in Eredivisie e 2 in UEFA Europa League con il Twente.

### Nazionale
Ha giocato nelle nazionali giovanili olandesi Under-18, Under-19 ed Under-20.
Nel mese di marzo del 2025 ottiene la cittadinanza indonesiana, in virtù delle origini dei nonni, provenienti dalle isole Molucche Centrali. Ciò lo rende convocabile dalla nazionale di calcio dell'Indonesia. Questo è parte, tra l'altro, di una politica della Federazione Calcistica Indonesiana, sotto la presidenza di Erick Thohir, che mira a naturalizzare calciatori con origini indonesiane che giocano in Europa. Esordisce con la selezione indonesiana il 25 del mese stesso nel successo per 1-0 contro il Bahrein.